# Гуртре Стенкамп
Гуртре Стенкамп (енгл. Gurthrö Steenkamp; 12. јун 1981) професионални је рагбиста и репрезентативац Јужноафричке Републике, који тренутно игра за Тулуз. За рагби репрезентацију ЈАР дебитовао је крајем 2004. у тест мечу против Шкотске. У мечу купа три нације 2005. против Аустралије, одлично је одиграо и зацементирао своје место у стартној постави "спрингбокса". 2010. проглашен је за најбољег јужноафричког рагбисту за ту годину. Играо је на два светска првенства (2007, 2011). Освојио је са "спрингбоксима" титулу првака Света 2007. Са Тулузом је 2012. освојио наслов првака Француске, а са Булсима је 3 пута освајао најјачу лигу на свету.